# Bredmossen, norr
Bredmossen, norr este o arie protejată (arie specială de conservare — SAC, sit de importanță comunitară — SCI, arie de protecție specială avifaunistică — SPA) din Suedia întinsă pe o suprafață de 47,5 ha, integral pe uscat.

## Localizare
Centrul sitului Bredmossen, norr este situat la coordonatele 60°08′43″N 16°05′31″E / 60.1454°N 16.092°E.

## Înființare
Situl Bredmossen, norr a fost declarat sit de importanță comunitară în ianuarie 1998 pentru a proteja 4 specii de animale. Alte tipuri de protecție:
- arie de protecție specială avifaunistică (în ianuarie 1998)[2]
- arie specială de conservare (în martie 2011)[1][3][4]

## Biodiversitate
Situată în ecoregiunea boreală, aria protejată conține 4 habitate naturale: Turbării active, Mlaștini turboase de tranziție și turbării mișcătoare, Taiga vestică, Mlaștini împădurite.
La baza desemnării sitului se află mai multe specii protejate de  păsări (4): cocor (Grus grus), cocoșul de mesteacăn (Tetrao tetrix tetrix),  cocoș de munte (Tetrao urogallus), fluierar de mlaștină (Tringa glareola).